# Саво Костадіновскі
Саво Костадіновскі (справжнє ім'я — Саво Костадиновски) — македонсько-німецький письменник і перекладач.

## Біографія
Саво Костадіновскі народився в Горному Ботуші, муніципалітет Македонський Брод, на території сучасної Північної Македонії. Він відвідував початкову школу в Горному Ботуші та Гостиварі і продовжив освіту в Белграді та Кельні. З 1971 року живе в Німеччині.
Саво є автором віршів для дітей та дорослих, оповідань, есе, перекладів та публіцистичних текстів. Його твори входять до антологій та шкільних підручників у Північній Македонії. Вони публікуються німецькою, македонською, сербською та румунською мовами. Він став лауреатом премії «Іселеничка грамата» на Струзьких поетичних вечорах у 1993 році.
Він є членом Асоціації македонських письменників, Асоціації німецьких письменників, Асоціації літературних перекладачів Македонії та Асоціації македонських журналістів.
Саво Костадіновський включений до Енциклопедії національної діаспори за редакцією літописця Івана Калаузовича Івануса.

## Вибрана бібліографія

### Книги для дітей
- Лето во родниот крај (Детска радост, 1980)
- Копнежи (Дом на културата «Кочо Рацин», 1989)
- Децата на светот (Дом на културата «Кочо Рацин», 1990)
- Песни (Културно-просветна заедница на Скопје, 1991)
- Порече (Мисла, 1995)
- Илјада и една носталгија (Детска радост, 2001)
- Стихувани години (Антолог, 2013)
- Македонски знаменитости (Антолог, 2016)
- Песни за деца (Академски печат, 2018)
- Дедовците и внуците (Академска мисла, 2023)

### Книги для дорослих
- Трите века (Македонска реч, 2005)[8]
- Роден крај со срце (Македонска реч, 2005)
- Поезија за поезијата (Матица македонска, 2012)
- Поезијата во животот на поетот (Македоника литера, 2013)[9]
- Живот за Ботуше (Македоника литера, 2014)
- Историја на војните (Македоника литера, 2015)[10]
- Под Добра Вода (Антолог, 2016)
- Сѐ од љубов за Порече и поречани (Антолог, 2017)
- Писателот од Порече (Академски печат, 2018)
- Појаснувања (Академски печат, 2021)